# Jon Fosse
Jon Fosse   (Haugesund, 29 de setembre de 1959) és un prosista, autor dramàtic, poeta i assagista noruec. Va guanyar el Premi Nobel de Literatura de 2023.

## Biografia
Fosse va néixer a Haugesund, Noruega. Va debutar el 1983 amb la novel·la Raudt, svart (Vermell, negre), on abordava el tema del suïcidi d'una forma crua. La seva primera peça, Og aldri skal vi skiljast (I no ens separarem mai), es va representar i publicar l'any 1994. La seva obra, escrita en nynorsk, variant estàndard minoritària del noruec, abasta una varietat de gèneres.Jon Fosse ha escrit novel·les, contes, poesia, llibres infantils, assaigs i obres de teatre. Les seves obres han estat traduïdes a més de quaranta idiomes.
Fosse va ser nomenat cavaller de l'Orde Nacional del Mèrit de França el 2003. També ha estat classificat com el número 83 de la llista dels 100 millors genis vius per The Daily Telegraph.
Des del 2011, Fosse ha rebut el Grotten, una residència honorífica propietat de l'estat noruec i situada a les instal·lacions del Palau Reial al centre de la ciutat d'Oslo. L'ús del Grotten com a residència permanent és un honor atorgat especialment pel rei de Noruega per les contribucions a les arts i la cultura noruegues.
Fosse va ser un dels consultors literaris de Bibel 2011, una traducció noruega de la Bíblia publicada el 2011.
Fosse va rebre el Premi de Literatura del Consell Nòrdic 2015 per Andvake (Vigília), Olavs draumar (Somnis d'Olav) i Kveldsvævd (Cansament).
Nombroses de les obres de Fosse han estat traduïdes al persa per Mohammad Hamed, també les seves obres s'han representat a les sales principals de l'Iran/Teheran.
El 2023 va ser guardonat amb el Premi Nobel de Literatura «les seves obres innovadores i la seva prosa que donen veu a allò que no es diu», Fosse combina llaços locals forts, tant lingüístics com geogràfics, amb tècniques artístiques modernistes. L’acadèmia sueca reconeix que és un dels dramaturgs més interpretats del món, alhora que com més va més és reconegut per la seva prosa.

## Obra seleccionada

### Prosa
- Raudt, svart. 1983
- Stengd gitar. 1985
- Blod. Steinen er. Forteljing. 1987
- Naustet. 1989
- Flaskesamlaren. 1991
- Bly og vatn. 1992
- To forteljingar. 1993
- Prosa frå ein oppvekst. 1994
- Melancholia I. 1995
- Melancholia II. 1996
- Eldre kortare prosa amb il·lustracions de Camilla Wærenskiold. 1998
- Morgon og kveld. 2000
- Det er Ales. 2004
- Andvake. Forteljing. 2007
- Spelejenta. 2009
- Kortare prosa. 2011
- Olavs draumar. Forteljing. 2012
- Kveldsvævd. Forteljing. 2014
- Trilogien (recopilatori de Andvake, Olavs draumar i Kveldsvævd). 2014
- Levande stein. 2015
- Det andre namnet. Septologien I-II. 2019
- Eg er ein annan. Septologien III-V. 2020
- Eit nytt namn. Septologien VI-VII. 2021
- Septologien. 2022
- Kvitleik (Blancor). 2023[12]

### Obra dramàtica
- Og aldri skal vi skiljast (I mai no ens separarem). 1994[13]
- Namnet. 1995
- Nokon kjem til å komme (Vindrà algú). 1996[6]
- Barnet. 1996
- Mor og barn. 1997
- Sonen. 1997
- Natta syng sine songar. 1997
- Gitarmannen. 1998
- Ein sommars dag. 1999
- Draum om hausten. 1999
- Medan lyset går ned og alt blir svart. 1999
- Sov du vesle barnet mitt. 2000
- Besøk. 2000
- Vinter (Hivern). 2000[14]
- Ettermiddag. 2000
- Vakkert. 2001
- Dødsvariasjonar. 2001
- Jenta i sofaen. 2002
- Lilla. 2003
- Suzannah. 2004
- Dei døde hundane. 2004
- Sa ka la. 2004
- Varmt. 2005
- Svevn. 2005
- Rambuku. 2006
- Skuggar. 2006
- Eg er vinden 2007
- Desse auga. 2008
- Jente i gul regnjakke. 2009
- Hav. 2014
- Tre librettoar (Melancholia, 2008; For seint, 2013; Morgon og kveld, 2015)
- Edda. 2017
- Slik var det, monòleg. 2020

## Traduccions al català

### Prosa
- Blancor. Traducció: Carolina Moreno Tena.  Galàxia Gutenberg, 2023-11-29 (Narrativa). ISBN 978-84-19392-38-1.[15]
- Matí i Tarda. Traducció de Meritxell Salvany. Nordica llibres. ISBN 978-8410200135
- L’Ales a la vora del foc. Traducció Meritxell Salvany. Galàxia Gutemberg.  ISBN 978-84-10107-02-1

### Teatre
- I mai no ens separarem. Traducció d'Alexandra Pujol Skjønhaug. Direcció i dramaturgia de Carlota Subirós. Intèrprets: Marta Calvó, Ramon Vila i Alicia Pérez. Estrenada al Teatre Malic de Barcelona el 21/12/2001.[2]
- Vindrà algú. Traducció d'Anne Lise Cloetta i Sergi Belbel. Intèrprets: Andreu Benito, Mercè Mariné i David Vert. Escenografia de Max Galenzel i Estel Cristià. Il·luminació: Paco Azorín. Vestuari: Míriam Compte. Direcció: Antonio Simón Rodríguez. Estrenada a la Sala Beckett de Barcelona el 13/3/2002.[16]
- Hivern. Traducció, dramatúrgia i direcció d'Ester Roma Calle. Repartiment: Ramon Bonvehí i Barbara Roig. Institut del Teatre (2009). Porta 4 de Gràcia (2010). Versus Teatre (2014)[14] i el 2017 a La Seca Espai Brossa.[17][16][18]